# Kanton Châteauroux-Ouest
Kanton Châteauroux-Ouest (francouzsky Canton de Châteauroux-Ouest) je francouzský kanton v departementu Indre v regionu Centre-Val de Loire. Tvoří ho čtyři obce.

## Obce kantonu
- Châteauroux (západní část)
- Niherne
- Saint-Maur
- Villers-les-Ormes